# 新筏仔頭巡安宮
新筏仔頭巡安宮是臺灣臺南市學甲區的一間廟宇，位於新筏仔頭聚落西邊，也是聚落的角頭廟，主祀為舜府千歲（姓舜諱華），陪祀神祇則有：溫、池、鐵府千歲、觀音佛祖、註生娘娘、黑虎將軍等，是學甲慈濟宮上白礁謁祖與學甲刈香的基本參與廟宇之一，目前位於光華里境內。 　　

## 建廟沿革
巡安宮初始的祭祀並非在現址（原於筏仔頭聚落），且不是以金身形式，而是源於道光年間南鯤鯓代天府五府千歲的指示。 新筏（棑）仔頭為1993年由急水溪行水區內遷聚者，昔屬倒風內海浮覆地以筏為渡往還南北的渡頭之地，係清道光22年（1842年）學甲「七塊厝」李姓所移墾，早年還分南筏仔頭和北筏仔頭（竿仔寮）兩庄，因在急水溪行水區內，庄後又有「田寮大排」，形成腹背受水威脅的嚴重問題。
民國78年（1989）此地發生嚴重水災，溪水暴漲氾濫造成筏仔頭受災嚴重，相關單位下令遷庄，重建新社區並命名為新筏仔頭。信徒在新社區建立後，又於民國82年（1993年）重選廟地，並於民國85年（1996年）五月動工重新興建，民國86年（1997年）十一月竣工並入火安座，後於1997年舉庄南遷到學甲區光華里重建新筏仔頭，並新建庄廟「巡安宮」（主祀舜府千歲），以主祀巡府千歲的巡安宮為庄廟。
初期信眾是以書寫舜府千歲名號的香火進行參拜，此情形歷經三年之後，信徒才集資雕塑千歲金身祭祀。嗣後又迎請：溫、池、鐵府千歲、觀音佛祖、註生娘娘、黑虎將軍等神陪祀神祇，定廟名為巡安宮，新廟位於聚落西邊。

## 軼事
「舜府千歲」係於筏仔頭原庄初墾時期（清道光年間）即已奉祀，傳說因一道靈光降落庄域，經請示南鯤鯓代天府五府千歲而祀之，而巡安宮主祀舜府千歲，既非一般臺灣的王爺系統，而「舜」府王爺亦非史記中所紀載三皇五帝的舜帝，祂是晉朝時期的舜諱華，相傳是舜帝的嫡系後人乃晉代人士，稍後雕造金身奉祀。
此外據當地耆老與廟內碑文中，敘述一個有關千歲爺的神奇故事，遽聞在昭和14年（1939年）時信眾不慎燒毀千歲鬍鬚，然而在30年中又長出約1.5公分的奇蹟事件。

## 圖集

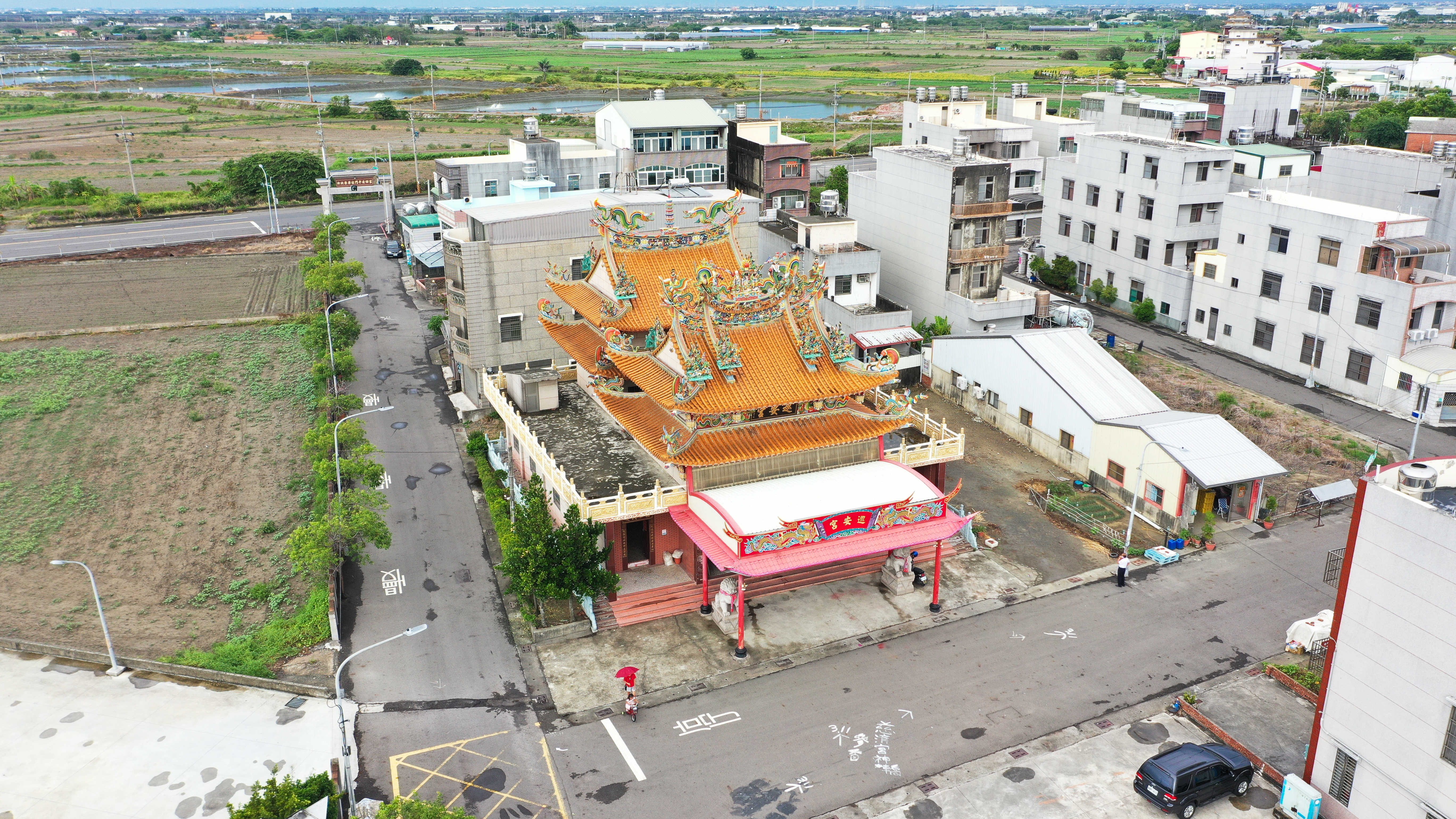
側角空照
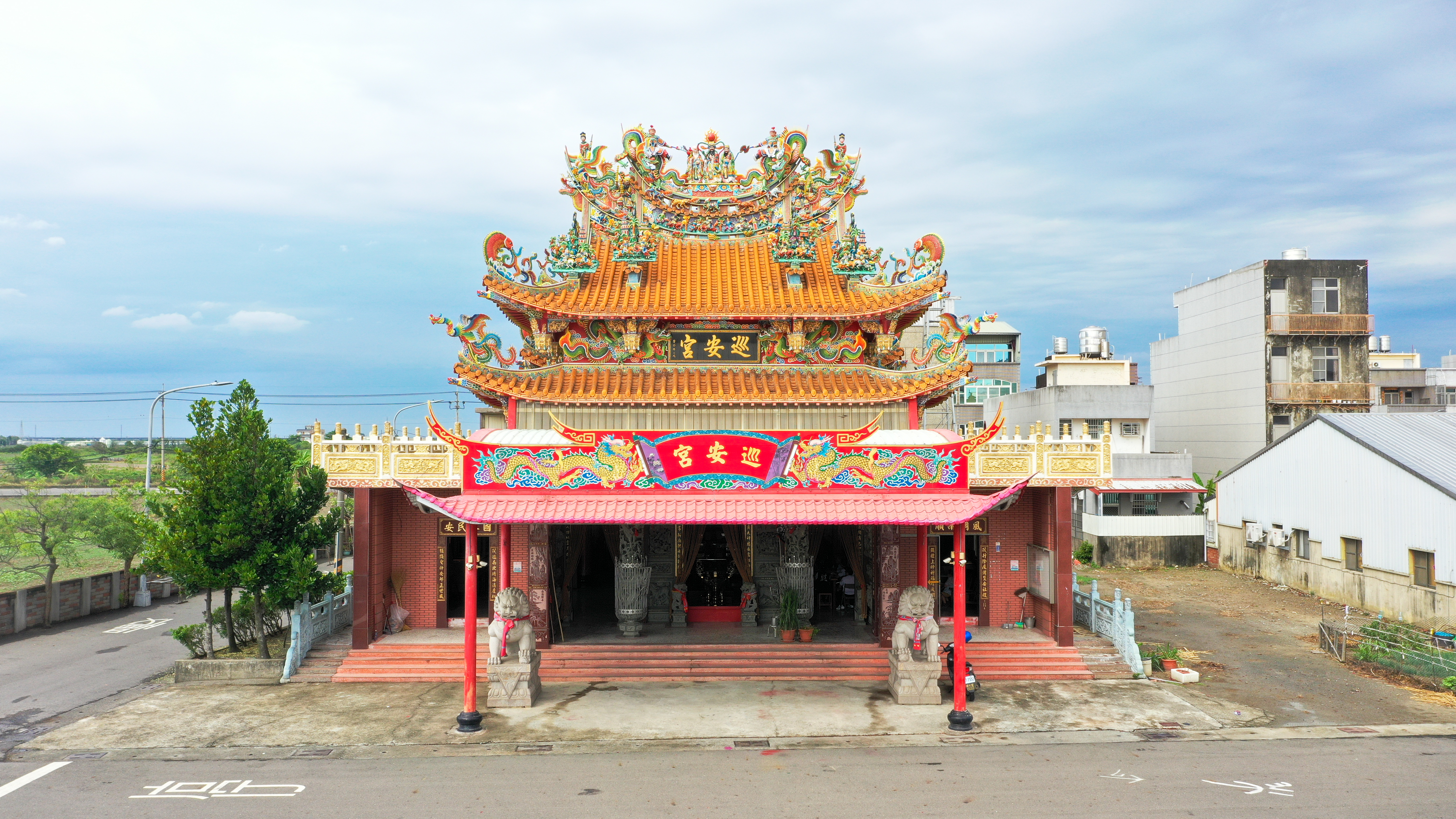
正面
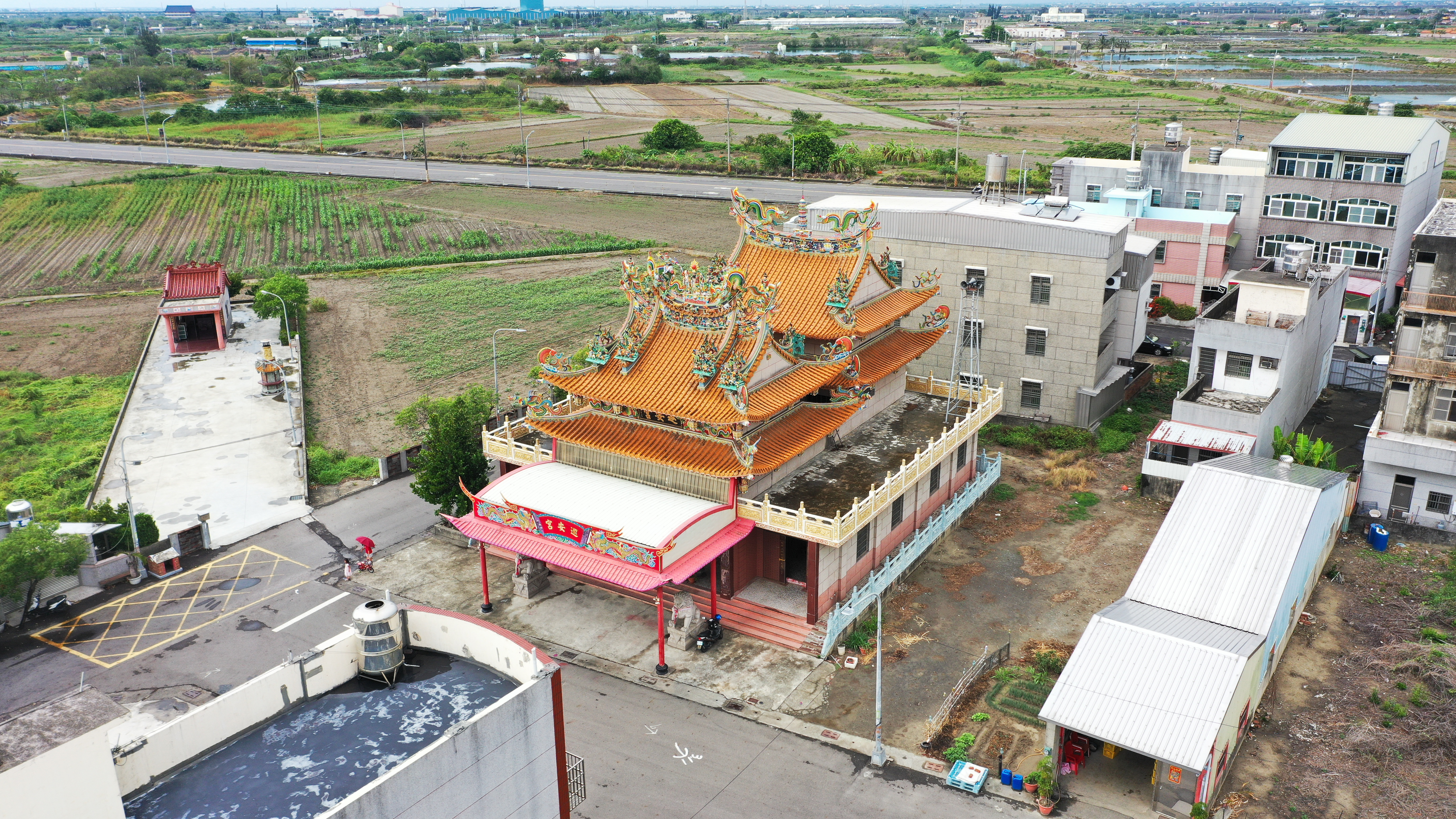
側角空照
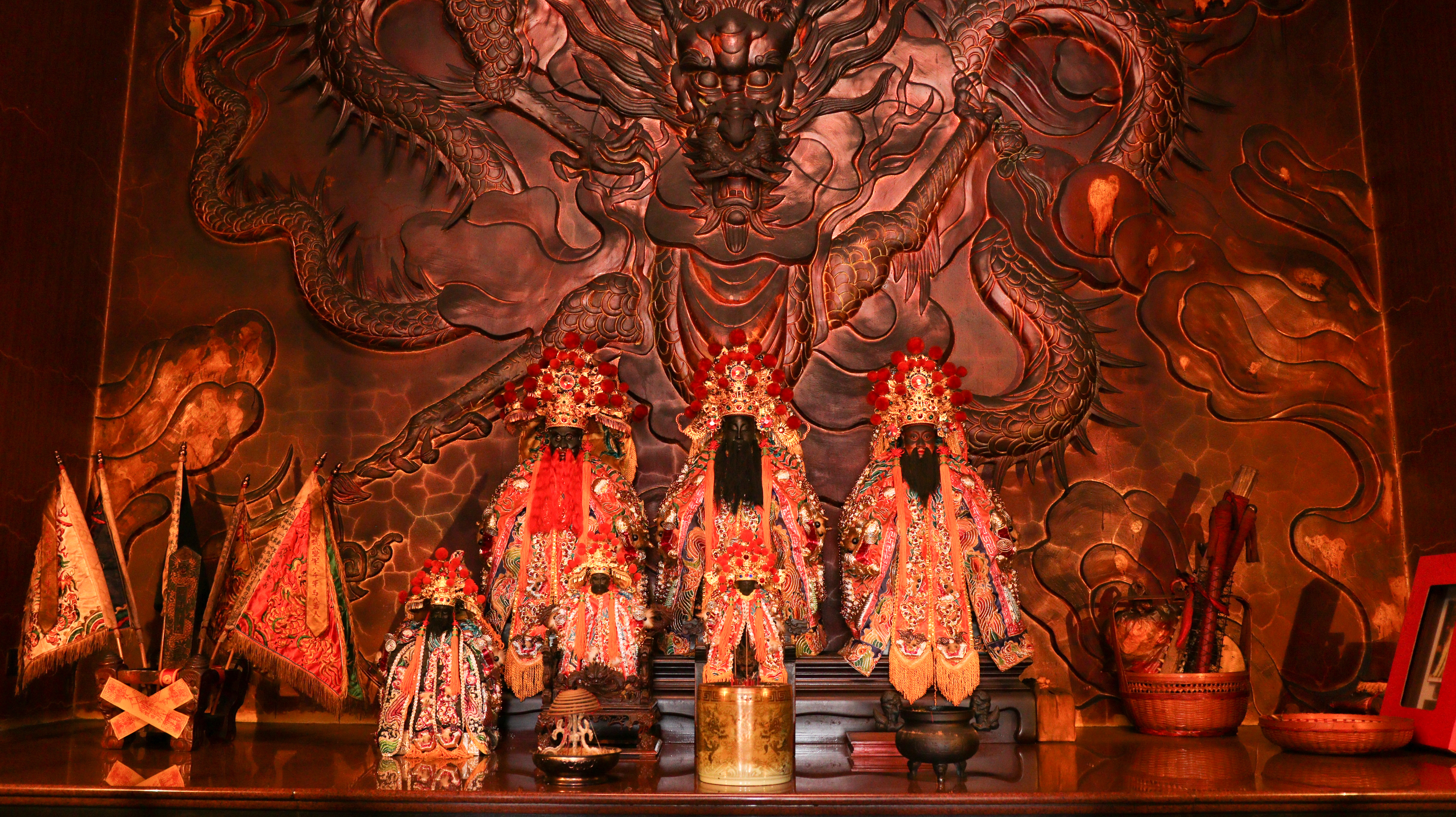
神龕
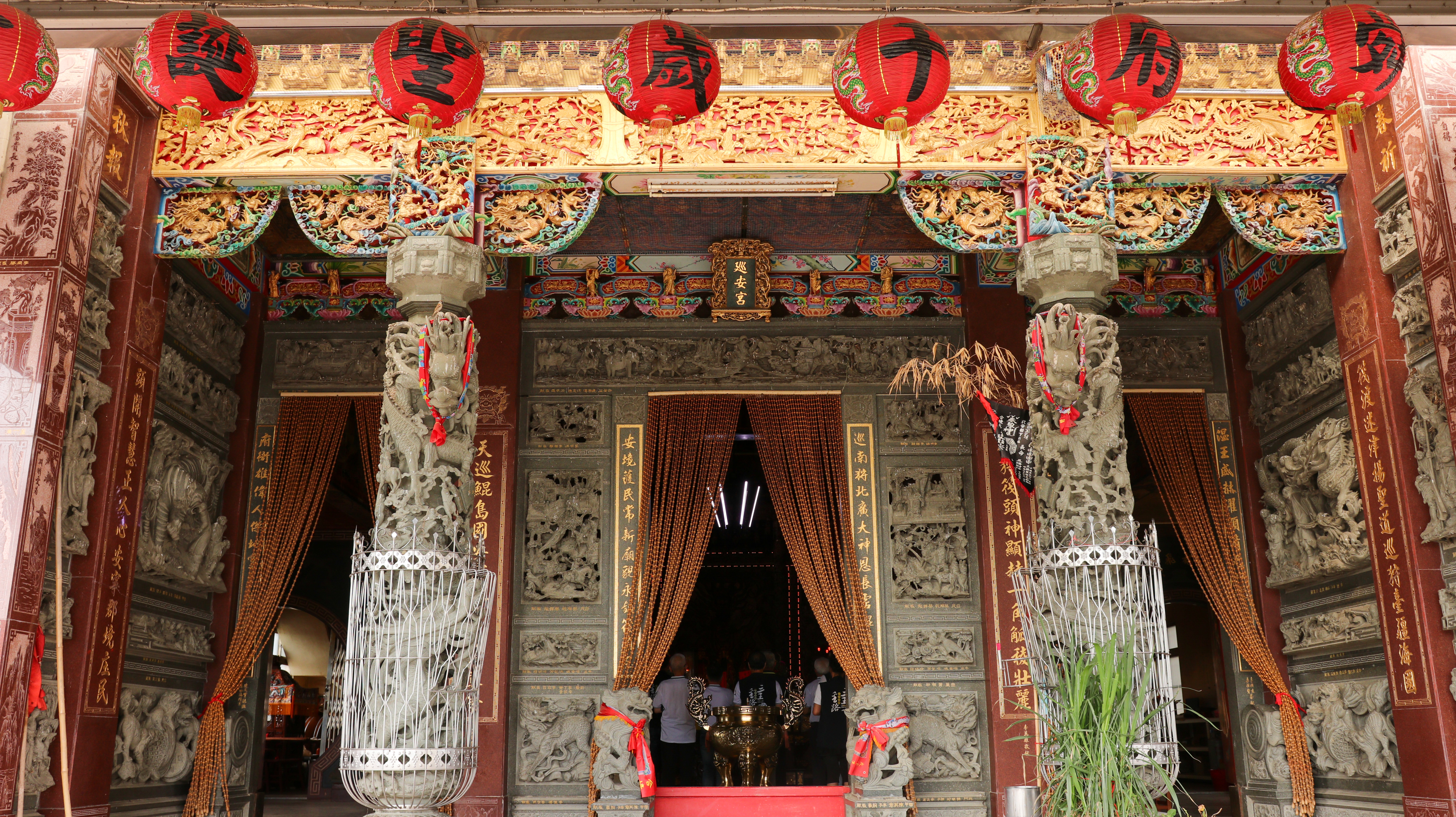
廟前龍柱